# Gadejord (substrat)
 For alternative betydninger, se Gadejord. (Se også artikler, som begynder med Gadejord)
Gadejord eller "byjord" er den jord, som findes under gadernes belægninger af fliser, sten eller asfalt. I sjældne tilfælde kan man genfinde den oprindelige muld dernede, men i de fleste tilfælde møder man enten tykke, sorte kulturlag eller et rod-sammen af murbrokker, jordkabler, bagstøbninger og stabilgrus.
Gadejord er et meget barskt miljø for planter. Kun de mest hårdføre, vilde arter kan vokse og trives i det. Et ekstremt eksempel kan være mælkebøtten, der endda kan vokse igennem asfalt. Plantedyrkning i bymiljø må nødvendigvis bestå i omhyggelig og indsigtsfuld pleje af planterne, og det er på ingen måde tilstrækkeligt at sørge for jord til forankring og forsyning med vand, luft og gødning. Derfor må f.eks. bytræers jord også indeholde hele den diversitet af bakterier, svampe og jordbundsdyr, som den gør i skoven, og det er ikke tilfældet i gadejord. Derfor bliver træerne gennemsnitligt ikke mere end 7 år (syv år) gamle.